# 2870 Haupt
A 2870 Haupt (ideiglenes jelöléssel 1981 LD) a Naprendszer kisbolygóövében található aszteroida. Edward L. G. Bowell fedezte fel 1981. június 4-én.